# Patrick Friday Eze
Patrick Friday Eze (ur. 22 grudnia 1992 w Kadunie) – nigeryjski piłkarz występujący na pozycji napastnika w katarskim zespole Al Ahli Ad-Dauha.